# Xya indica
Xya indica är en insektsart som först beskrevs av Lucien Chopard 1928.  Xya indica ingår i släktet Xya och familjen Tridactylidae. Inga underarter finns listade i Catalogue of Life.